# Illegális hírszerzés
Az illegális hírszerzés (diplomáciai mentesség nélkül végzett hírszerző tevékenység) a szovjet hírszerzés szakkifejezése, amit a szövetséges kelet-közép európai országok titkosszolgálatai is átvettek. Olyan hírszerző tevékenységet jelöl, amit a küldő ország hivatalos képviseleteitől (szinte) teljesen függetlenül végeznek mély illegalitásban dolgozó kémek. Az effajta tevékenységet értelemszerűen a nyugati titkosszolgálatok is ismerik és alkalmazzák, de nem használják rá az „illegális”  kifejezést, helyette inkább „mély fedést”, vagy „beépülést” mondanak. Természetesen a hivatalos pozíciókból, azaz leggyakrabban a nagykövetségek fedése alatt folytatott hírszerzés is illegális a fogadó ország szempontjából, de az ilyen hírszerzők leleplezése általában csak kiutasítást von maga után, míg az „illegálisok” súlyos börtön- vagy helyenként halálbüntetést kockáztatnak.

## Az illegális hírszerzés szervezése
Az illegális hírszerzésre kiválasztott személyeket szigorúan egyénenként képzik ki. A tökéletes, akcentus nélküli nyelvtudás érdekében gyakran a célország nyelvéhez valamilyen módon kötődő jelölteket választanak. Az illegálisok egyik fő fegyvere az új személyazonosság és az ahhoz fűződő, jól kidolgozott „legenda”, azaz fiktív élettörténet. Az új személyazonosságot a 20. században általában fiatalon elhunyt idegenek adatainak, születési anyakönyveinek megszerzésével, megfelelő okmányok hamisításával szerezték. Az illegális hírszerző aztán a célterületre beutazva fokozatosan igazi okmányokra cserélhette a hamisítottakat.

## Az illegális hírszerzők tevékenysége
Az illegális hírszerzőknek csak ritka esetben, különleges szaktudás birtokában vagy szerencsés körülmények folytán volt saját hírszerző lehetőségük. Ehelyett leginkább a más úton-módon beszervezett, az adott országban élő fontos ügynökökkel való kapcsolattartás volt a feladatuk. Ilyen illegálisok tartották a kapcsolatot például az atomtitkot ellopó amerikai és más tudósokkal, vagy a cambridge-i ötökkel, hogy azok ne kompromittálódjanak a szovjet nagykövetséggel tartott kapcsolat miatt. További fontos működési területe lehetett az illegálisoknak az úgynevezett „tippkutatás”, azaz a komoly hírszerző lehetőségekkel vagy perspektívákkal rendelkező, az ügynöki munkára alkalmas személyek megtalálása, illetve a későbbiekben a beszervezése.
Az illegális hírszerzők veszélyessége a fogadó országra abban rejlik, hogy sokszor gyakorlatilag felderíthetetlenek, viszont az is gyakran előfordul, hogy rengeteg pénz és idő befektetése után semmiféle hasznos hírszerző tevékenységet nem tudnak folytatni, mint például Anna Chapman és köre, akik végső soron nevetségessé váltak.

## Néhány híressé vált illegális

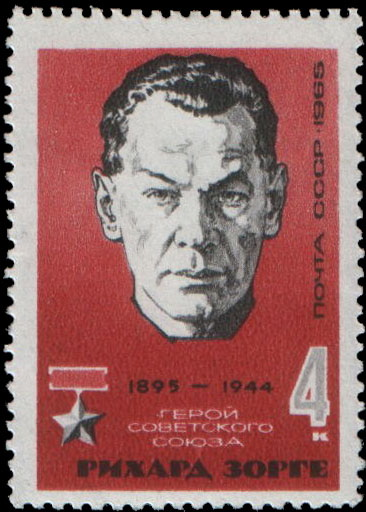
Richard Sorge
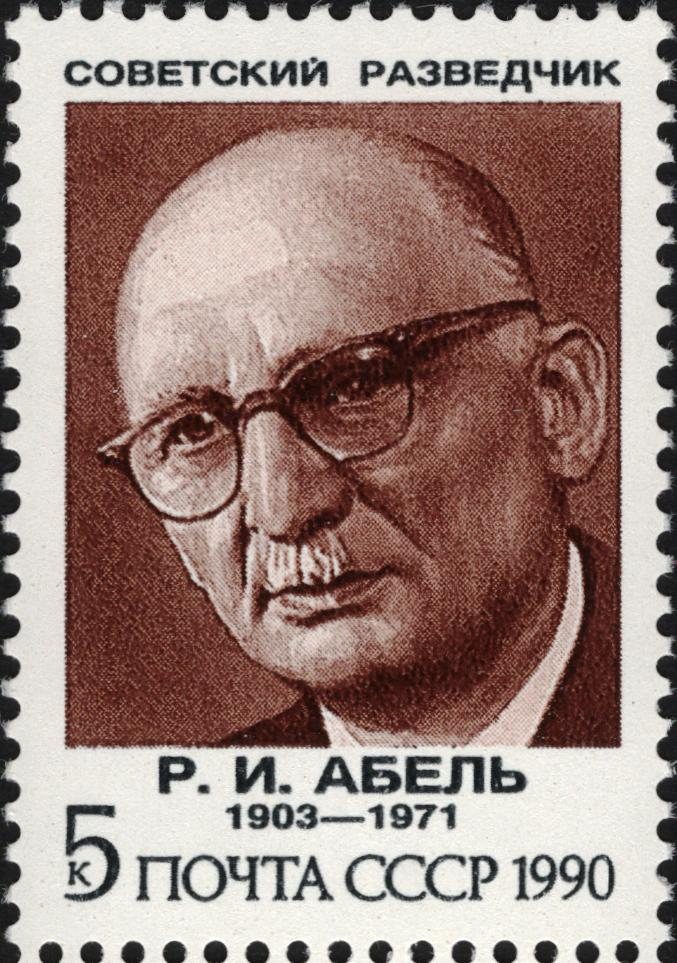
Rudolf Abel – William Fischer, alias Abel ezredes
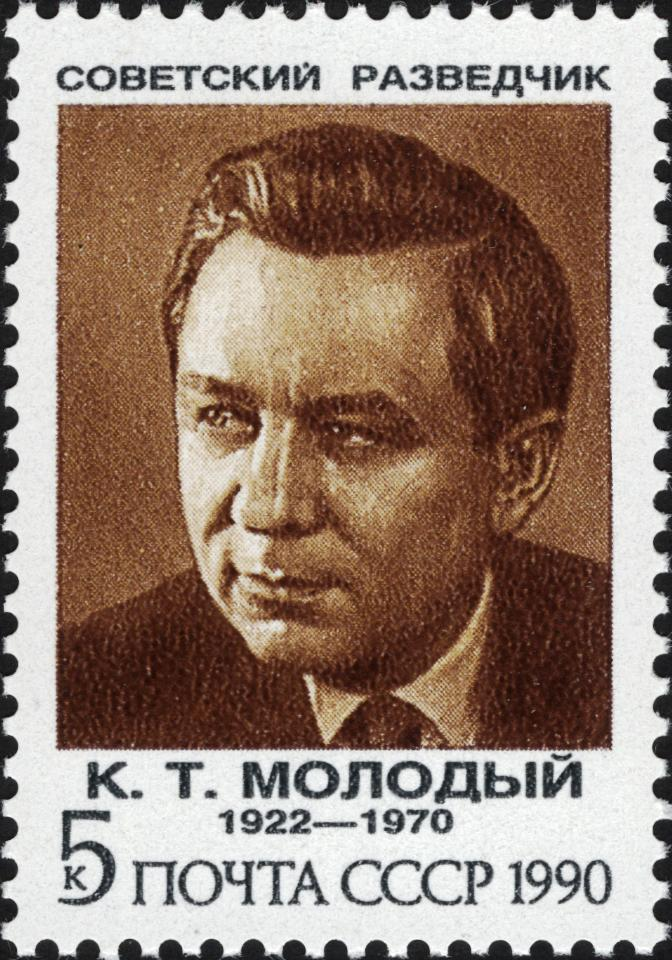
Konon Trofimovics Molodij
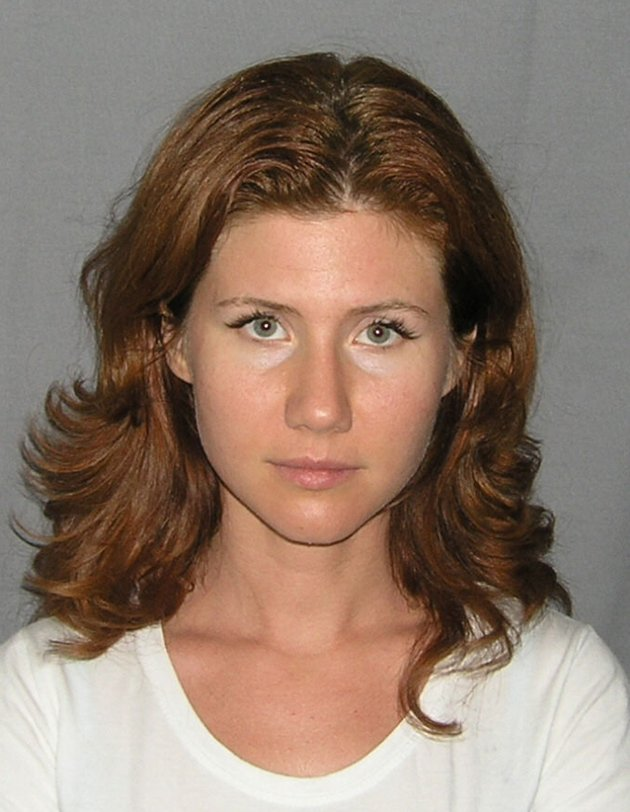
Anna Chapman, született Anna Kuscsenko, a 2010-ben az Egyesült Államokban letartóztatott illegális hálózat tagja

- Rudolf Abel
- Joszif Romualdovics Griguljevics
- Anna Chapman

- Richard Sorge
- Rudolf Abel – William Fischer, alias Abel ezredes
- Konon Trofimovics Molodij, alias Gordon Lonsdale
- Anna Chapman, született Anna Kuscsenko, a 2010-ben az Egyesült Államokban letartóztatott illegális hálózat tagja

## Fordítás
- Ez a szócikk részben vagy egészben  a   Service des agents illégaux russe et soviétique című francia Wikipédia-szócikk ezen változatának fordításán alapul.  Az eredeti cikk szerkesztőit annak laptörténete sorolja fel. Ez a jelzés csupán a megfogalmazás eredetét és a szerzői jogokat jelzi, nem szolgál a cikkben szereplő információk forrásmegjelöléseként.
- Ez a szócikk részben vagy egészben  a(z)   Нелегальная разведка című orosz Wikipédia-szócikk ezen változatának fordításán alapul.  Az eredeti cikk szerkesztőit annak laptörténete sorolja fel. Ez a jelzés csupán a megfogalmazás eredetét és a szerzői jogokat jelzi, nem szolgál a cikkben szereplő információk forrásmegjelöléseként.